# Quả bóng vàng châu Âu 2019
Quả bóng vàng châu Âu 2019 (tiếng Pháp: Ballon d'Or) là buổi lễ thường niên lần thứ 64 của Ballon d'Or, do France Football tổ chức, và vinh danh những cầu thủ xuất sắc nhất thế giới năm 2019. Lionel Messi đã giành được giải thưởng nam lần thứ sáu kỷ lục trong sự nghiệp.

## Danh sách đề cử rút gọn của Nam
Các đề cử cho giải thưởng được công bố vào ngày 6 tháng 11 năm 2019.
| Thứ tự | Cầu thủ                   | Câu lạc bộ                | Điểm |
| ------ | ------------------------- | ------------------------- | ---- |
| 1      | Lionel Messi              | Barcelona                 | 686  |
| 2      | Virgil van Dijk           | Liverpool                 | 679  |
| 3      | Cristiano Ronaldo         | Juventus                  | 476  |
| 4      | Sadio Mané                | Liverpool                 | 347  |
| 5      | Mohamed Salah             | Liverpool                 | 178  |
| 6      | Kylian Mbappé             | Paris Saint-Germain       | 89   |
| 7      | Alisson                   | Liverpool                 | 67   |
| 8      | Robert Lewandowski        | Bayern Munich             | 44   |
| 9      | Bernardo Silva            | Manchester City           | 41   |
| 10     | Riyad Mahrez              | Manchester City           | 33   |
| 11     | Frenkie de Jong           | Ajax Barcelona            | 31   |
| 12     | Raheem Sterling           | Manchester City           | 30   |
| 13     | Eden Hazard               | Chelsea Real Madrid       | 25   |
| 14     | Kevin De Bruyne           | Manchester City           | 14   |
| 15     | Matthijs de Ligt          | Ajax Juventus             | 13   |
| 16     | Sergio Agüero             | Manchester City           | 12   |
| 17     | Roberto Firmino           | Liverpool                 | 11   |
| 18     | Antoine Griezmann         | Atlético Madrid Barcelona | 9    |
| 19     | Trent Alexander-Arnold    | Liverpool                 | 8    |
| 20     | Pierre-Emerick Aubameyang | Arsenal                   | 5    |
| 20     | Dušan Tadić               | Ajax                      | 5    |
| 22     | Son Heung-min             | Tottenham Hotspur         | 4    |
| 23     | Hugo Lloris               | Tottenham Hotspur         | 3    |
| 24     | Kalidou Koulibaly         | Napoli                    | 2    |
| 24     | Marc-André ter Stegen     | Barcelona                 | 2    |
| 26     | Karim Benzema             | Real Madrid               | 1    |
| 26     | Georginio Wijnaldum       | Liverpool                 | 1    |
| 28     | João Félix                | Benfica Atlético Madrid   | 0    |
| 28     | Marquinhos                | Paris Saint-Germain       | 0    |
| 28     | Donny van de Beek         | Ajax                      | 0    |

## Danh sách đề cử rút gọn của Nữ
Megan Rapinoe giành Quả bóng Vàng Féminin 2019 cho cầu thủ nữ xuất sắc nhất thế giới.
| Thứ tự | Cầu thủ             | Câu lạc bộ                | Điểm |
| ------ | ------------------- | ------------------------- | ---- |
| 1      | Megan Rapinoe       | Reign FC                  | 230  |
| 2      | Lucy Bronze         | Lyon                      | 94   |
| 3      | Alex Morgan         | Orlando Pride             | 68   |
| 4      | Ada Hegerberg       | Lyon                      | 67   |
| 5      | Vivianne Miedema    | Arsenal                   | 38   |
| 6      | Wendie Renard       | Lyon                      | 32   |
| 7      | Sam Kerr            | Chicago Red Stars Chelsea | 27   |
| 8      | Rose Lavelle        | Washington Spirit         | 19   |
| 9      | Ellen White         | Manchester City           | 18   |
| 10     | Dzsenifer Marozsán  | Lyon                      | 16   |
| 11     | Amandine Henry      | Lyon                      | 13   |
| 12     | Sari van Veenendaal | Atlético Madrid           | 13   |
| 13     | Tobin Heath         | Portland Thorns           | 11   |
| 14     | Pernille Harder     | VfL Wolfsburg             | 10   |
| 14     | Lieke Martens       | Barcelona                 | 10   |
| 16     | Kosovare Asllani    | Tacón                     | 6    |
| 16     | Nilla Fischer       | Linköping                 | 6    |
| 16     | Marta               | Orlando Pride             | 6    |
| 19     | Sofia Jakobsson     | Tacón                     | 4    |
| 20     | Sarah Bouhaddi      | Lyon                      | 0    |

## Cúp Kopa
Matthijs de Ligt giành Cúp Kopa 2019 dành cho cầu thủ dưới 21 tuổi xuất sắc nhất thế giới.
| Thứ tự | Cầu thủ          | Câu lạc bộ              | Điểm |
| ------ | ---------------- | ----------------------- | ---- |
| 1      | Matthijs de Ligt | Ajax Juventus           | 58   |
| 2      | Jadon Sancho     | Borussia Dortmund       | 49   |
| 3      | João Félix       | Benfica Atlético Madrid | 41   |
| 4      | Vinícius Júnior  | Real Madrid             | 17   |
| 5      | Andriy Lunin     | Leganés Valladolid      | 9    |
| 6      | Matteo Guendouzi | Arsenal                 | 5    |
| 6      | Kai Havertz      | Bayer Leverkusen        | 5    |
| 8      | Moise Kean       | Juventus Everton        | 3    |
| 9      | Samuel Chukwueze | Villarreal              | 1    |
| 9      | Lee Kang-in      | Valencia                | 1    |

## Cúp Yashin
Alisson đã giành được Yashin Trophy lần đầu tiên với tư cách là thủ môn xuất sắc nhất thế giới năm 2019.